# Алектрион (растение)
Алектрион (лат. Alectryon) — род растений семейства Сапиндовые, произрастающих в Австралии, Юго-Восточной Азии и Микронезии. Виды рода растут как в тропических лесах, так и в саваннах.

## Биологическое описание
Среди алектрионов встречаются как небольшие кустарники, так и деревья высотой до 30 м Листья кожистые простые или перистосложные. Цветки растут на концах ветвей. Плоды при созревании раскалываются, обнажая крупные зёрна с мясистыми придатками (ариллусами). Эти придатки привлекают птиц.
Название рода с греческого переводится, как «петух», то есть намекается на появление мясистых придатков на плоде в форме петушиного гребня.

## Виды
По информации базы данных The Plant List (2013), род включает 40 видов
. Некоторые из них:
- Alectryon affinis (Новая Гвинея)
- Alectryon bleeseri (тропическая Австралия)
- Alectryon canescens (Австралия)
- Alectryon cardiocarpus (Новая Гвинея)
- Alectryon carinatum (Новая Каледония)
- Alectryon celebicus (Сулавеси)
- Alectryon coriaceum (Австралия)
- Alectryon diversifolius (Австралия)
- Alectryon excelsus Gaertn. (Новая Зеландия)
- Alectryon excisus (Филиппины)
- Alectryon ferrugineum (Моллукские острова)
- Alectryon fuscus (Филиппины)
- Alectryon glabrum (Тимор)
- Alectryon grandifolius (Фиджи)
- Alectryon grandis (Новая Зеландия)
- Alectryon inaequilaterus (Филиппины)
- Alectryon kangeanensis (Ява)
- Alectryon kimberleyanus (Западная Австралия)
- Alectryon laeve (Австралия)
- Alectryon macrococcus Radlk. (Гавайские острова)
- Alectryon macrophyllus (Новая Гвинея)
- Alectryon mollis (Новая Гвинея)
- Alectryon myrmecophilus (Новая Гвинея)
- Alectryon ochraceus (Филиппины)
- Alectryon oleifolius (Австралия)
- Alectryon ramiflorus S.Reynolds (Квинсленд, Австралия)
- Alectryon repandodentatus Radlk. (Новая Гвинея)
- Alectryon reticulatus (Новая Гвинея)
- Alectryon samoensis (Самоа)
- Alectryon semicinereum (Австралия)
- Alectryon serratum (Австралия)
- Alectryon sphaerococcum (Сулавеси)
- Alectryon strigosus — (Новая Гвинея)
- Alectryon subcinereus (Австралия)
- Alectryon subdentatum (Австралия)
- Alectryon tomentosus (Австралия)
- Alectryon unilobatus (Австралия)